# La Tourlandry
La Tourlandry ist eine Ortschaft und ehemalige Gemeinde mit 1456 Einwohnern (Stand: 1. Januar 2022) im französischen Département Maine-et-Loire in der Region Pays de la Loire. Sie gehörte zum Arrondissement Cholet. Die Bewohner werden Landericiens und Landericiennes genannt.
Der Erlass des Präfekten vom 24. September 2015 legte mit Wirkung zum 15. Dezember 2015 die Eingliederung von La Tourlandry als Commune déléguée gemeinsam mit zwölf bis dahin selbstständigen Gemeinden und Ortschaften zur Commune nouvelle Chemillé-en-Anjou fest.

## Geografie

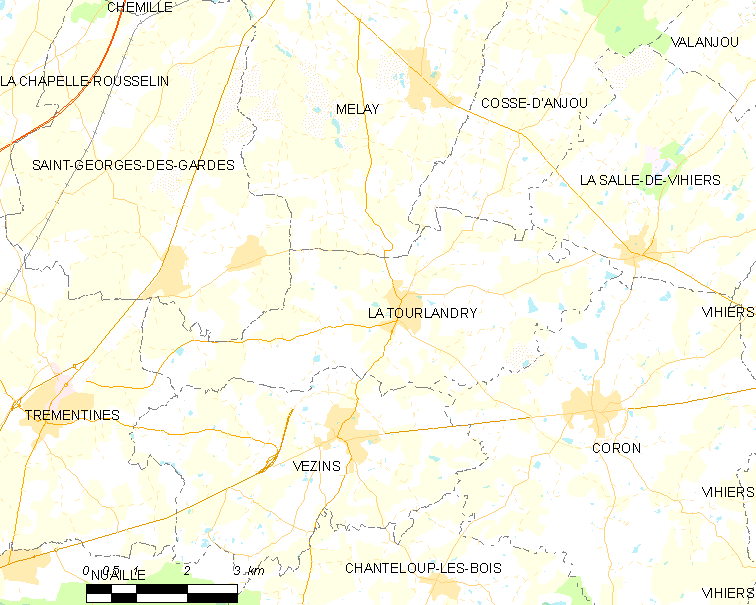
Karte von La Tourlandry

La Tourlandry liegt etwa 38 Kilometer südsüdwestlich von Angers, etwa 49 Kilometer westsüdwestlich von Saumur und etwa 17 Kilometer nordöstlich von Cholet in der Région naturelle der Mauges, Teil der historischen Provinz des Anjou. Das Gebiet von La Tourlandry liegt im äußersten Südosten des Armorikanischen Massivs südlich des Kamm der Hügelkette Les Gardes, auf der mit 216 m die höchste Erhebung des Orts gemessen wird. Aus geologischer Sicht besteht der Untergrund des Ortsgebiets ausschließlich aus Granit. Das Ortszentrum befindet sich dabei auf etwa 185 m Höhe. Der Südosten des Ortsgebiets wird auf einem kurzen Abschnitt von der Èvre, einem Nebenfluss der Loire begrenzt. La Tourlandry wird vom Ruisseau du Pont aux Jards und vom zeitweise trockenfallenden Flüsschen Lys entwässert.
Umgeben wird La Tourlandry von drei Nachbargemeinden und vier Communes déléguées von Chemillé-en-Anjou:
| Saint-Georges-des-Gardes (Commune déléguée) | Melay (Commune déléguée) Cossé-d’Anjou (Commune déléguée) | La Salle-de-Vihiers (Commune déléguée) |
| Trémentines                                 | Kompassrose, die auf Nachbargemeinden zeigt               |                                        |
|                                             | Vezins                                                    | Coron                                  |

## Toponymie und Geschichte
Frühere Formen des Ortsnamens waren:
Castellum, quod Turris Landrici vocabatur (circa 1100), Locus qui dicitur Turris Landrici (circa 1107), Ecclesia sancti Vincentii de Turre, presbyter de Turre Landrici (1187).
Am Ende des 10. oder zu Beginn des 11. Jahrhunderts wurde ein Donjon von Chevalier Landry errichtet. Das Lehen bestand aus einem Baronat, das von Vihiers (heute Ortsteil von Lys-Haut-Layon) abhängig war. Der Donjon war Zentrum einer Burg mit Kirche und zwei Faubourgs, befestigte Siedlungen, außerhalb der Burgmauer. Alles wurde bei einem Krieg im 11. Jahrhundert zerstört. 
Geoffroi, Sohn des Gründers, rief Mönche des Klosters Marmoutier, die bereits in Chemillé sesshaft waren, und überließ ihnen die Kirche mit den feudalen Rechten. Auch schenkte er ihnen Grundstücke in den Faubourgs, auf denen sie ihre Bewohnungen bauen konnten, ausreichend, um ein Dorf zu bilden. Das Priorat, das dort eingerichtet wurde, stellte sich im 13. Jahrhundert als zu arm aus, um Priester zu ernähren. Der Bischof von Poitiers setzte 1237 einen Priester ein, um die Gemeinde seelsorgerisch zu betreuen.
Die Familie La Tour-Landry behielt da Lehen bis zum 15. Jahrhundert. Die Tochter von Ludwig II. von La Tour-Landry heiratete 1494 Hardouin de Maillé unter der Bedingung, Namen und Wappen der Familie La Tour-Landry zu tragen. Nach dem Tod der Brüder ohne männlichen Nachkommen ordnete der französische König die Rücknahme des Wappens der Maillés und des Namens unter Hinzufügung des Namens La Tour-Landry an. Die Tochter von François de Maillé de la Tour-Landry heiratete 1589 René le Porc de la Porte, Baron de Vezins, der das in den Hugenottenkriegen zerstörte Schloss bis 1606 wieder aufbauen ließ.
Vor 1768 ging das Lehen von La Salle an Jean-Baptiste Antoine de la Haye-Montbault, den letzten Seigneur von La Tour-Landry. La Tourlandry stellte ein starkes Kontingent ab um am Aufstand der Vendée, dem bewaffneten Kampf der royalistisch-katholisch gesinnten Landbevölkerung gegen Repräsentanten und Truppen der Ersten Französischen Republik, teilzunehmen. Am 22. Januar 1794 wurden das Dorf, das Schloss und die Kirche von Höllenkolonnen niedergebrannt. Im September des gleichen Jahres begannen die Einwohner den Wiederaufbau der Kirche.

## Bevölkerungsentwicklung
| La Tourlandry: Einwohnerzahlen von 1793 bis 2020                                                                           | La Tourlandry: Einwohnerzahlen von 1793 bis 2020 | La Tourlandry: Einwohnerzahlen von 1793 bis 2020 | La Tourlandry: Einwohnerzahlen von 1793 bis 2020 | La Tourlandry: Einwohnerzahlen von 1793 bis 2020 |
| --- | ------------------------------------------------ | ------------------------------------------------ | ------------------------------------------------ | ------------------------------------------------ |
| Jahr |                                                  |                                                  |                                                  | Einwohner                                        |
| 1793 | 1793                                             |                                                  | 2.022                                            | 2.022                                            |
| 1800 | 1800                                             |                                                  | 1.623                                            | 1.623                                            |
| 1806 | 1806                                             |                                                  | 1.477                                            | 1.477                                            |
| 1821 | 1821                                             |                                                  | 1.750                                            | 1.750                                            |
| 1831 | 1831                                             |                                                  | 1.781                                            | 1.781                                            |
| 1836 | 1836                                             |                                                  | 1.827                                            | 1.827                                            |
| 1841 | 1841                                             |                                                  | 1.796                                            | 1.796                                            |
| 1846 | 1846                                             |                                                  | 1.836                                            | 1.836                                            |
| 1851 | 1851                                             |                                                  | 1.664                                            | 1.664                                            |
| 1856 | 1856                                             |                                                  | 1.762                                            | 1.762                                            |
| 1861 | 1861                                             |                                                  | 1.799                                            | 1.799                                            |
| 1866 | 1866                                             |                                                  | 1.802                                            | 1.802                                            |
| 1872 | 1872                                             |                                                  | 1.717                                            | 1.717                                            |
| 1876 | 1876                                             |                                                  | 1.644                                            | 1.644                                            |
| 1881 | 1881                                             |                                                  | 1.572                                            | 1.572                                            |
| 1886 | 1886                                             |                                                  | 1.556                                            | 1.556                                            |
| 1891 | 1891                                             |                                                  | 1.491                                            | 1.491                                            |
| 1896 | 1896                                             |                                                  | 1.438                                            | 1.438                                            |
| 1901 | 1901                                             |                                                  | 1.310                                            | 1.310                                            |
| 1906 | 1906                                             |                                                  | 1.229                                            | 1.229                                            |
| 1911 | 1911                                             |                                                  | 1.174                                            | 1.174                                            |
| 1921 | 1921                                             |                                                  | 1.042                                            | 1.042                                            |
| 1926 | 1926                                             |                                                  | 1.009                                            | 1.009                                            |
| 1931 | 1931                                             |                                                  | 985                                              | 985                                              |
| 1936 | 1936                                             |                                                  | 927                                              | 927                                              |
| 1946 | 1946                                             |                                                  | 873                                              | 873                                              |
| 1954 | 1954                                             |                                                  | 895                                              | 895                                              |
| 1962 | 1962                                             |                                                  | 930                                              | 930                                              |
| 1968 | 1968                                             |                                                  | 931                                              | 931                                              |
| 1975 | 1975                                             |                                                  | 951                                              | 951                                              |
| 1982 | 1982                                             |                                                  | 1.112                                            | 1.112                                            |
| 1990 | 1990                                             |                                                  | 1.206                                            | 1.206                                            |
| 1999 | 1999                                             |                                                  | 1.198                                            | 1.198                                            |
| 2006 | 2006                                             |                                                  | 1.214                                            | 1.214                                            |
| 2013 | 2013                                             |                                                  | 1.344                                            | 1.344                                            |
| 2020 | 2020                                             |                                                  | 1.438                                            | 1.438                                            |
| Quelle(n): EHESS/Cassini bis 1999, INSEE ab 2006 Anmerkung(en): Ab 1962 offizielle Zahlen ohne Einwohner mit Zweitwohnsitz |                                                  |                                                  |                                                  |                                                  |

Der Bevölkerungsrückgang am Ende des 18. und zu Beginn des 19. Jahrhunderts ist eine Folge der Unruhen im Rahmen des Aufstands der Vendée.

## Sehenswürdigkeiten
- Menhir, genannt „La Grosse Pierre de la Rigaudière“, Höhe 3,30 Meter
- Die heutige Vinzenz von Valencia geweihte Kirche wurde von 1895 bis 1899 im romanisch-byzantinischen Stil errichtet, nachdem der Vorgängerbau am 22. Januar 1974 zerstört worden war.
- Pfarrhaus, errichtet 1743
- Kirchturm der ehemaligen Schlosskirche
- Schloss La Giraudière aus dem Jahre 1846
- Schloss La Tourlandry, errichtet 1604
- Festes Haus im Weiler Le Petit-Chiron, vermutlich aus dem 16. Jahrhundert
- Haus, genannt „L’Aumônerie“ (Haus zur Verteilung von Almosen an Arme) aus dem 17. Jahrhundert
- Calvaire aus dem Jahre 1867

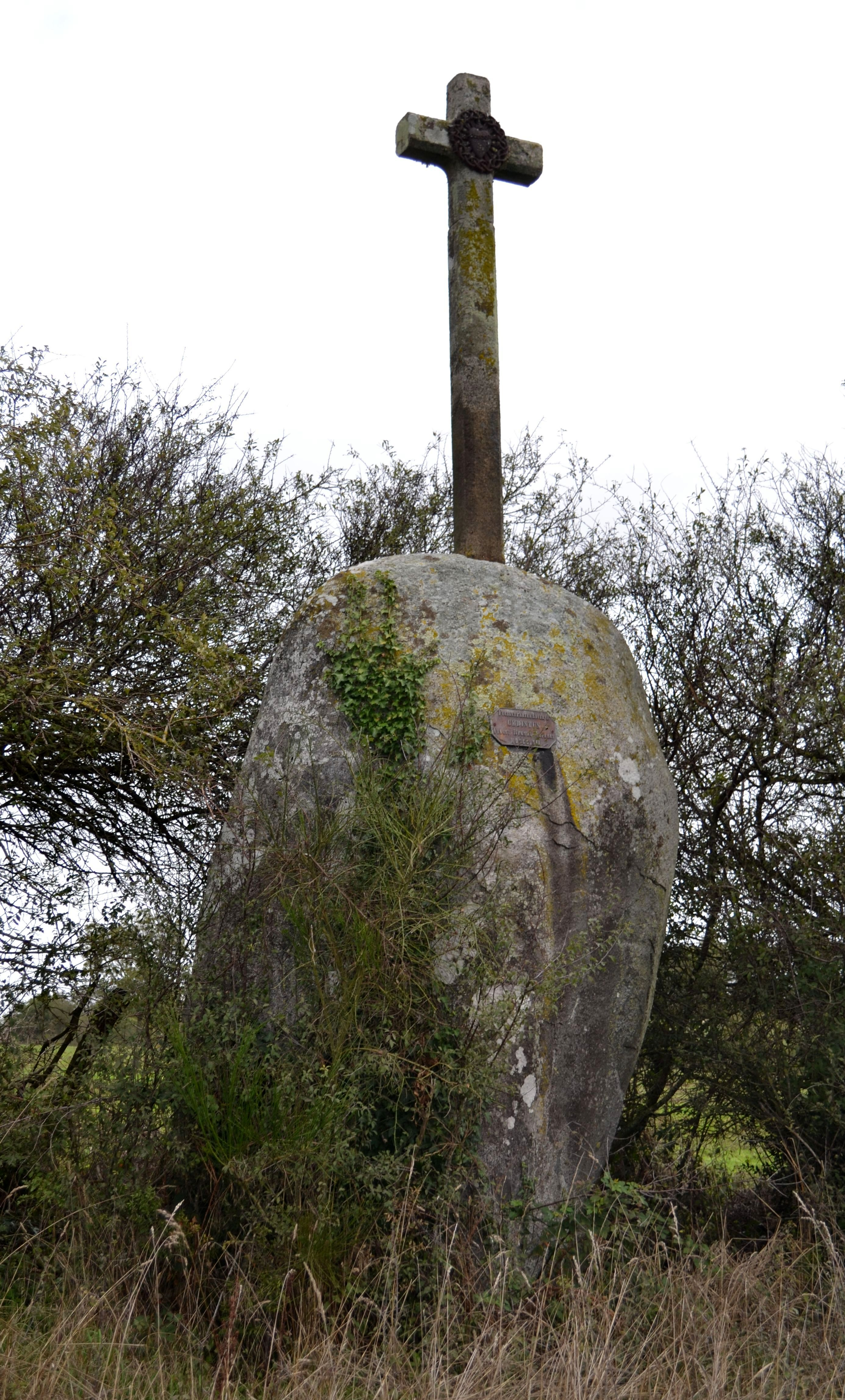
Menhir, genannt „La Grosse Pierre de la Rigaudière“
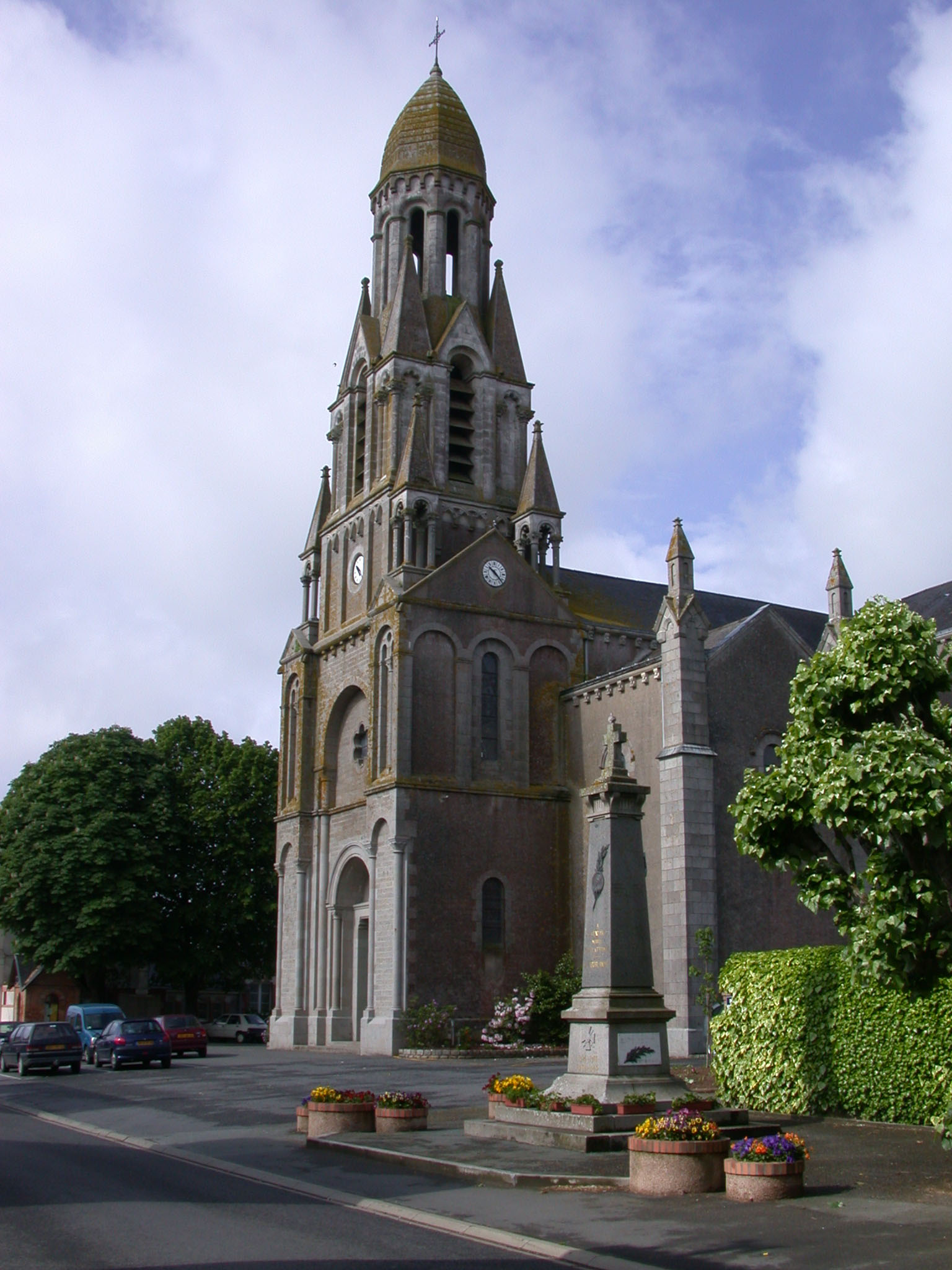
Kirche von Tourlandry
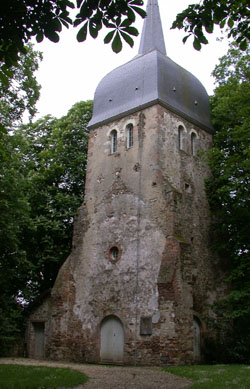
Kirchturm der ehemaligen Schlosskirche
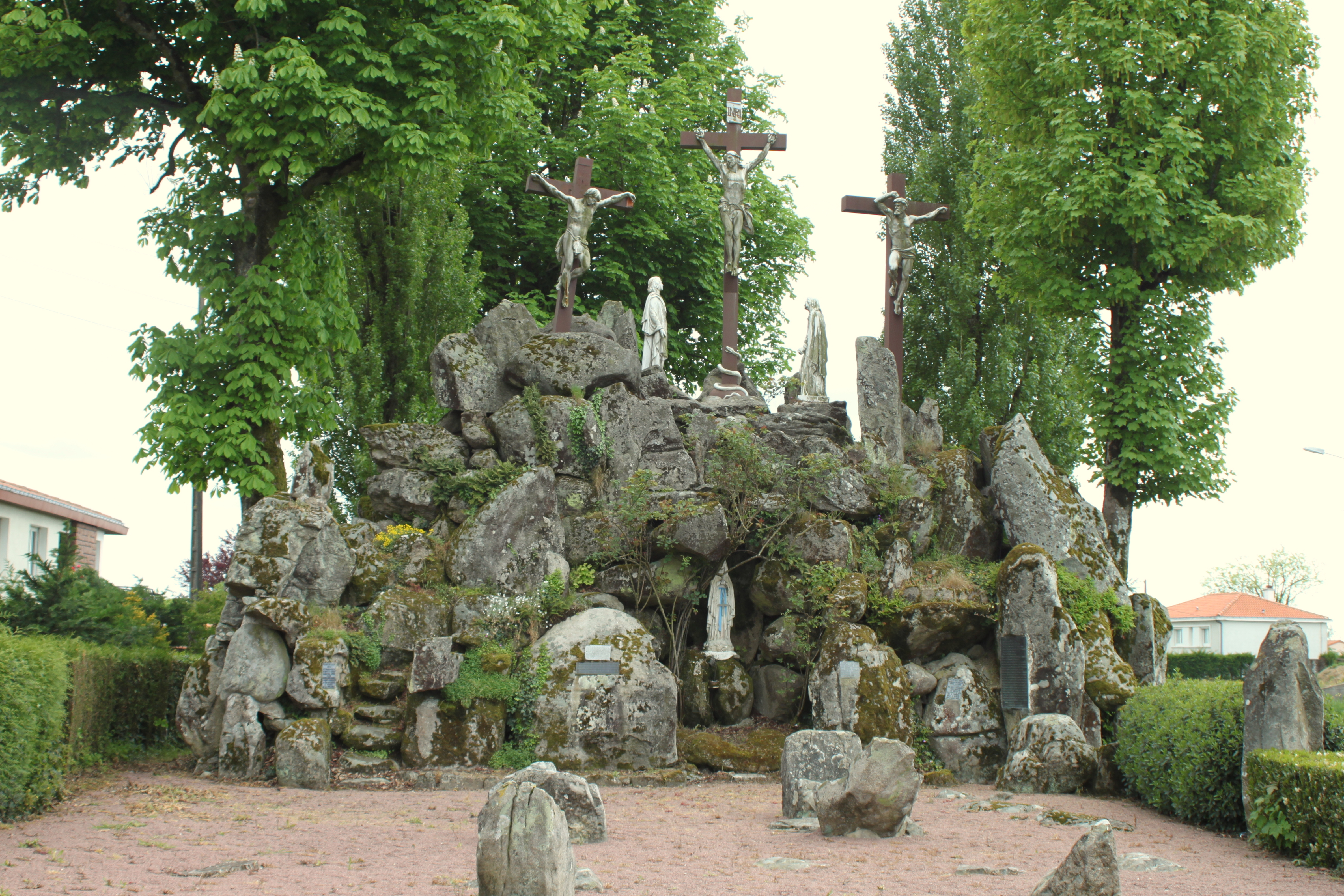
Calvaire

## Persönlichkeiten
- Louis-Marie Pineau (1842–1921), römisch-katholischer Ordensgeistlicher und Apostolischer Vikar von Süd-Tonking, geboren in La Tourlandry